# Archivo General de Andalucía
El Archivo General de Andalucía es una institución creada en 1987 para albergar documentos generados por la administración pública de la Junta de Andalucía y de sus organismos dependientes. 
Tiene su sede en el Pabellón del Futuro de la Exposición Universal de 1992, en la Isla de la Cartuja de Sevilla.

## Descripción
Depende orgánicamente de la Dirección General de Patrimonio Documental y Bibliográfico e Innovación y Promoción Cultural, de la Consejería de Turismo, Cultura y Deporte de la Junta de Andalucía. .
El archivo también admite que otras instituciones públicas o privadas le entreguen documentos. Cada cierto tiempo, las Consejerías de la Junta han de remitirle sus documentos. Desde 1989 coordina los archivos de las Conserjerías, los Organismos Autónomos y las Empresas Públicas andaluzas. El Archivo General de Andalucía participa en los principales órganos de gestión del Sistema Archivístico de Andalucía.